# Konrad von Würzburg (Glockengießer)
Konrad von Würzburg, auch Citewar de Wirceburc, Cunradus Citewar, Cunradus Cunradus, Citewar de Wirceburc (wirkte im 13. Jahrhundert) war ein deutscher Glockengießer.
Bekannt ist er für den Guss von zwei Glocken des Eichstätter Doms anlässlich der zweiten Erhebung der Gebeine des Heiligen Willibalds im Jahre 1256, in der Amtszeit von Bischof Heinrich IV. von Württemberg. Nach Stand der Forschung handelt es sich um die beiden ältesten Glocken des Bistums Eichstätt. Beide Bronzeglocken hängen im Südturm und bilden mit einer Marienglocke von Sifridus I. von Nürnberg das Pfarrgeläut.
| Name, Widmung | Schlagton (a′ = 435 Hz) | Masse (kg, ca.) | Durchmesser (mm) | Gussjahr | Gießer                             | Inschrift |
| ------------- | ----------------------- | --------------- | ---------------- | -------- | ---------------------------------- | --- |
| Willibald     | f1 +2/16                | 1300            | 1255             | 1256     | Magister Cunrad Citewar de Wircebu | auf der Haube: ME • FECIT • INNOMINE • DOMINI • NOSTRI (Pentagramm) MAGISTER • CVNRAD’ • CITEWAR • DE • WIRCEBV auf der Schulter: + ANNO • DOMINI • M° • C°C • L° • V°I • FACTA • EST • ISTA • CAMPANA • SC˜I • WILLIBALDI • |
| Maria         | as1 +6/16               | 550             | 961              | 1256     | Magister Cunrad Citewar de Wircebu | auf der Schulter: + ME • RESONANTE • PIA • POPVLI • MEMOR • ESTO • MARIA • CVNRADV˜ |

Die Marienglocke läute jeden Donnerstag zum Rosenkranz vor der Abendmesse und ruft mit der zweiten Marienglocke zum Requiem eines Verstorbenen. Die Willibaldglocke läute freitags um 11 zur Erinnerung an das Leiden Christi.
Weitere Glocken drei Glocken sind erhalten. Sie befinden sich im Übergang von der Bienenkorbglocke zur Dreiklang-Rippe.